# 김희정 (배우)
김희정(1990년 8월 1일 ~ )은 대한민국의 성인배우이자 영화배우이며, PJ(Porn Jockey) 포르노 쟈키이다. 현재 新에로계의 4대여신 중 한 명이며, 왕성한 활동을 이어가고 있다.

## 출연 작품

### 영화
- 바람난 여자들2, 2017(주연)
- 불륜 동창회, 2017 (주연)
- 룸싸롱 맛있는 서비스, 2018 (주연)
- 룸싸롱 여대생들, 2018 (주연)
- 여친 언니, 2018 (주연)
- 내 아내의 언니3, 2018 (주연)
- 정사 : 아내의 친구, 2018 (주연)
- 정사 : 아내의 친구2, 2019 (주연)